# Suiza en los Juegos Paralímpicos de París 2024
Suiza estuvo representada en los Juegos Paralímpicos de París 2024 por un total de veintisiete deportistas, diecinueve mujeres y ocho hombres.

## Medallistas
El equipo paralímpico suizo obtuvo las siguientes medallas:
| Nombre                 | Deporte           | Evento                               |
| ---------------------- | ----------------- | ------------------------------------ |
| Oro                    |                   |                                      |
| Catherine Debrunner    | Atletismo         | 400 m T53 femenino                   |
| Catherine Debrunner    | Atletismo         | 800 m T53 femenino                   |
| Catherine Debrunner    | Atletismo         | 1500 m T54 femenino                  |
| Catherine Debrunner    | Atletismo         | 5000 m T54 femenino                  |
| Catherine Debrunner    | Atletismo         | Maratón T54 femenino                 |
| Marcel Hug             | Atletismo         | Maratón T54 masculino                |
| Manuela Schär          | Atletismo         | 800 m T54 femenino                   |
| Leo McCrea             | Natación          | 100 m braza SB5 masculino            |
| Plata                  |                   |                                      |
| Catherine Debrunner    | Atletismo         | 100 m T53 femenino                   |
| Marcel Hug             | Atletismo         | 1500 m T54 masculino                 |
| Marcel Hug             | Atletismo         | 5000 m T54 masculino                 |
| Manuela Schär          | Atletismo         | 400 m T54 femenino                   |
| Celine van Till        | Ciclismo en ruta  | Ruta T1-2 femenino                   |
| Celine van Till        | Ciclismo en ruta  | Contrarreloj T1-2 femenino           |
| Flurina Rigling        | Ciclismo en ruta  | Ruta C1-3 femenino                   |
| Nora Meister           | Natación          | 400 m libre S6 femenino              |
| Bronce                 |                   |                                      |
| Marcel Hug             | Atletismo         | 800 m T54 masculino                  |
| Elena Kratter          | Atletismo         | Salto de longitud T63 femenino       |
| Ilaria Renggli         | Bádminton         | Individual WH2 femenino              |
| Flurina Rigling        | Ciclismo en pista | Persecución individual C1-3 femenino |
| Franziska Matile-Dörig | Ciclismo en ruta  | Contrarreloj C4 femenino             |